# God Semjonowitsch Nissanow

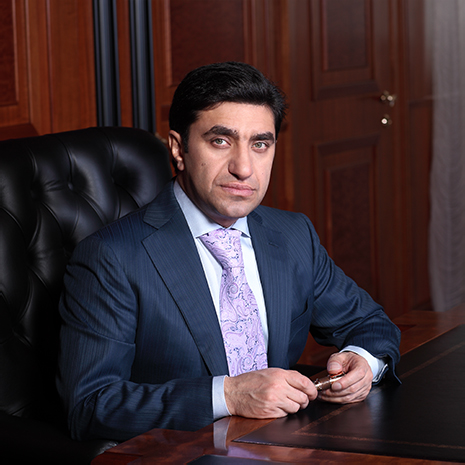
God Nissanow

God Semjonowitsch Nissanow (russisch Год Семёнович Нисанов, * 24. April 1972 in Krasnaja Sloboda, Quba, Aserbaidschanische SSR, Sowjetunion) ist ein russischer Unternehmer und Vorstandsvorsitzender des Unternehmens „Kiewer Platz“ (Киевская площадь). 

## Biographie
Nissanow ist eines von vier Kindern eines Konservenfabrikdirektors, die Familie entstammt der im Norden Aserbaidschans ansässigen Volksgruppe der Bergjuden. Er absolvierte in Baku die Hochschule für Finanzen und Kredit, setzte sein Studium anschließend am Bakuer Rechtsinstitut fort.
Die ersten Erfahrungen als Leiter eines Unternehmens sammelte Nissanow bereits in der Fabrik seines Vaters. Ab 1992 war er zusammen mit seinem Freund und Landsmann Sarach Ilijew im Großhandel tätig.
Im Jahr 2014 zeichnete der russische Präsident Wladimir Putin Nissanow mit dem Orden der Freundschaft für „seinen Beitrag zur Realisierung von ökonomischen Projekten und Einbeziehung der Investitionen in die russische Wirtschaft“ aus.
Im September 2014 wurde Nissanow zum Vizepräsidenten des Jüdischen Weltkongresses, der die jüdischen Gemeinden aus 115 Ländern vereint, gewählt.
Im Herbst desselben Jahres eröffneten Nissanow und der Bürgermeister von Moskau Sergei Sobjanin den größten Groß- und Einzelhandelszentrum Russlands Food City mit einer Gesamtfläche von 85 Hektar, wobei Nissanow als Co-Investor agierte. Im Frühjahr 2015 nahmen beide an der Eröffnung des internationalen Busbahnhofs South Gate teil, der sich ca. 20 Kilometer von der Moskauer Ringstraße entfernt befindet.
Das Hauptvermögen von Nissanow ist in Gewerbeimmobilien konzentriert. Laut Forbes galt Nissanows Unternehmen Kiewer Platz 2016 als führend im kommerziellen Immobilienmarkt. Die Mieteinnahmen beliefen sich im selben Jahr auf 1,2 Milliarden US-Dollar.
Nissanow ist Mitinhaber des Möbelzentrums „Grand“, der Hotels „Ukraine“, „Radisson Blu Slawjanskaja“ und Eigentümer eines Teils des internationalen Geschäftszentrums „Moscow City“. In Anwesenheit von Wladimir Putin wurde im September 2017 im Zentrum Moskaus der neue „Sarjadje-Park“ eröffnet. Nissanows Kiewer Platz wurde zum einzigen gastronomischen Betreiber und erhielt dabei zwei Restaurants zum Verpachten.
Für seine Verdienste um die Entwicklung der russisch-aserbaidschanischen Beziehungen verlieh der Präsident Aserbaidschans İlham Əliyev Nissanow im Juni 2016 den Orden „Für den Dienst am Vaterland“ der 3-ten Klasse.
Dem Forbes-Ranking vom Januar 2018 zufolge belegten Nissanow und Ilijew in der Kategorie Kings of Russian Real Estate zum 6. Mal nacheinander die Spitzenposition.
Im Juni 2020 beantragte er die portugiesische Staatsangehörigkeit.
Wegen seiner engen Verbindungen zum Putin-Regime wurde er im Zusammenhang mit dem russischen Krieg gegen die Ukraine am 1. Juni 2022 auf die Sanktionsliste der Vereinigten Staaten gesetzt. Er sei unabhängigen russischen Medien zufolge Freund von Sergei Naryschkin, dem Chef des russischen Auslandsgeheimdienstes. Der Vorstand des Jüdischen Weltkongresses hat ihn daraufhin seines Amtes als Vizepräsident enthoben.